# Xinglongjie Xiang
Xinglongjie Xiang (kinesiska: 兴隆街乡) är en socken i Kina. Den ligger i provinsen Hunan, i den södra delen av landet, omkring 360 kilometer nordväst om provinshuvudstaden Changsha.
Genomsnittlig årsnederbörd är 1 711 millimeter. Den regnigaste månaden är maj, med i genomsnitt 288 mm nederbörd, och den torraste är december, med 22 mm nederbörd.